# Mont Ceix
Le mont Ceix (ou parfois mont Cé) est un sommet du Massif central, en France, situé sur la commune de Chamberet, en Corrèze. 
Situé entre les Monédières au sud et le plateau de Millevaches à l'est, avec le mont Gargan à l'ouest, il est géographiquement rattaché au massif formé par ce dernier, auquel il fait face, distant d'environ 7,5 km. Il atteint l'altitude maximale de 729 m.
Occupé de longue date, le sommet du mont Ceix abrite les vestiges d'un ancien village, une chapelle et plusieurs fontaines à dévotion.
Le mont Ceix est compris dans le périmètre du parc naturel régional de Millevaches en Limousin.

## Toponymie
Il existe plusieurs orthographes du lieu (mont Ceix, mont Cé, Montceix ou mont Cey), pour autant d'hypothèses étymologiques. Louis Guibert suggère une déformation de mons Cœdis (peut-être à traduire en « montagne du sacrifice »). L'abbé Joyeux parle de mons Cæsaris.

## Géographie

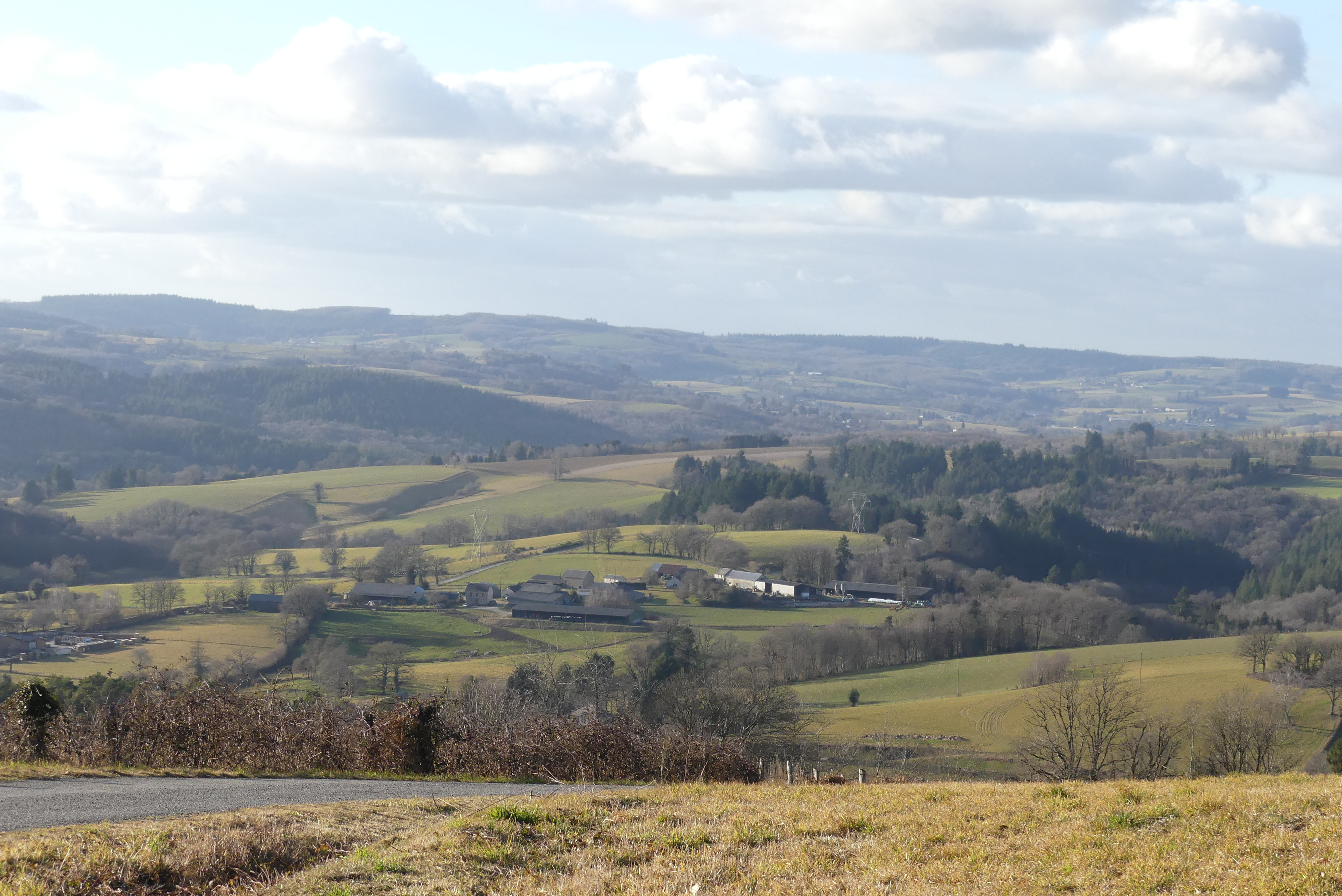
Panorama vers le mont Gargan.

Le sommet du mont Ceix se trouve à 5 km au nord-est du bourg de Chamberet. Il se trouve à faible distance du département de la Haute-Vienne, dont la limite passe à environ 2 km au nord-ouest, le long de la Combade.
Avant-poste occidental isolé du plateau de Millevaches, le mont Ceix domine d'environ 300 m la vallée de la Soudaine et le bourg de Chamberet au sud. À l'est, sur environ 5 km, sa crête se prolonge en un arc de cercle formant un cirque au-dessus de la Soudaine et des lieux-dits Trassoudaine, Combe-Lane et Fontevialle, comprenant une succession de sommets arrondis : puy de Remenieras (713 m), puy Delpastre (666 m), puy d'Ensenat (713 m). Interrompue par la Soudaine, cette crête se prolonge de façon plus désordonnée vers le sud et les Monédières.
Presque entièrement boisé, le mont Ceix offre toutefois quelques vues sur le paysage, sur son versant nord principalement (secteur du puy de Mazaufroid), et occasionnellement près de la partie sommitale, à la faveur d'une coupe forestière.
La position dominante et le caractère massif du mont Ceix expliquent les qualificatifs que les visiteurs et auteurs ont pu lui attribuer, notamment au XIXe siècle et au début du XXe siècle ; Camille Besse, en 1911, en parle comme d'un « géant qui semble dormir ».

## Histoire

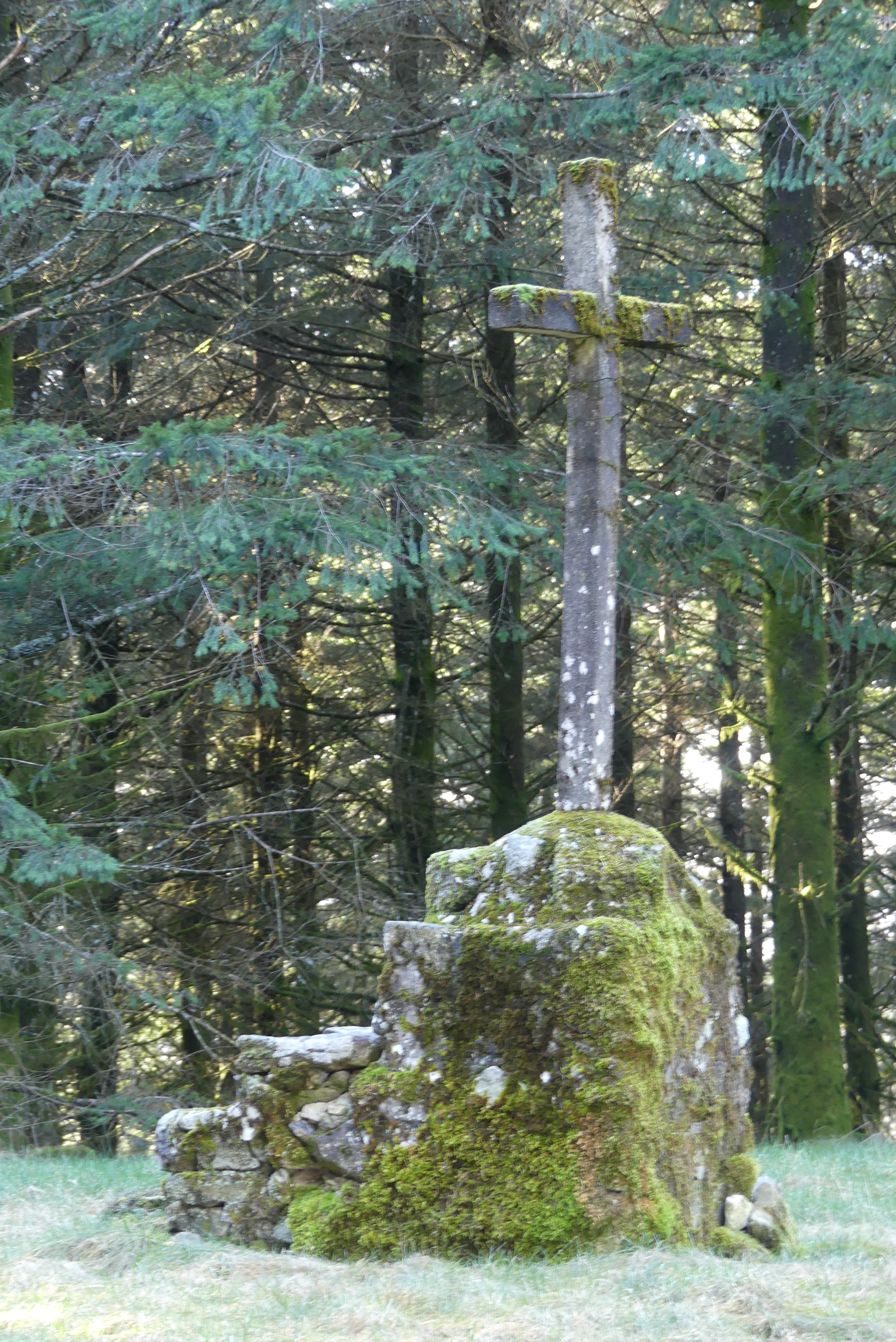
Croix sur le mont Ceix.

Le site du mont Ceix est attesté à l'époque médiévale, dès le XIe siècle, notamment dans le cartulaire d'Uzerche. Une chapelle primitive, consacrée à saint Nicolas, y serait construite.
Au XVIIe siècle, le pouillé du diocèse de Limoges intègre le prieuré qui s'y trouve à l'archiprêtré de La Porcherie. En 1761, le prieuré est réuni au chapitre de l'abbaye d'Uzerche.
En 1804, une chapelle est édifiée au sommet. Son achèvement n'intervient qu'en 1827. Un village de plusieurs maisons l'entoure alors.
À la fin du XIXe siècle, l'abbé Joyeux, curé de Surdoux, en Haute-Vienne, entame des recherches archéologiques au sommet du mont Gargan et du mont Ceix, en coordination avec la Société archéologique et historique du Limousin. Un important matériel est retrouvé : poteries, résidus de briques, objets en bronze, sans que de conclusions définitives sur l'origine de ces éléments ne soient alors produites. Au début du XXe siècle, le mont Ceix est présenté comme un oppidum qui correspond probablement au chef-lieu du peuple des Lémovices, avant que cette fonction ne soit attribuée à l'oppidum de Villejoubert, situé environ 22 km au nord-ouest.
Chaque 9 mai, un pèlerinage conduit à la chapelle du mont, toujours dédiée à saint Nicolas.
Plusieurs fontaines à dévotion peuvent être visitées sur le mont Ceix ; elles sont au six à être répertoriées,  respectivement dédiées aux maux d'amour, aux dents, aux yeux, aux rhumatismes, aux mendiants et aux animaux. Un hêtre, près de la chapelle, figure à l'inventaire des arbres remarquables du département.

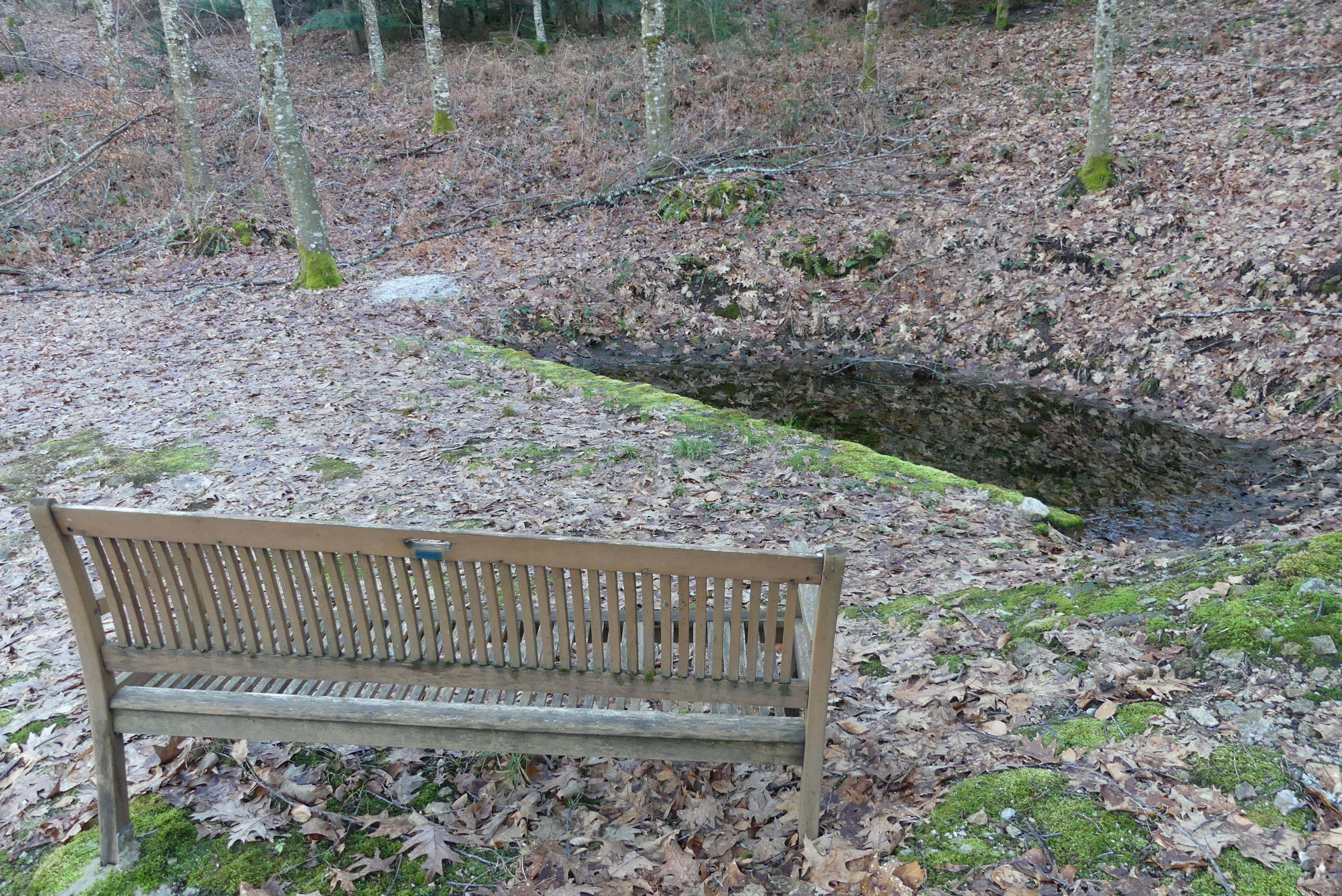
Fontaine « pour les yeux ».
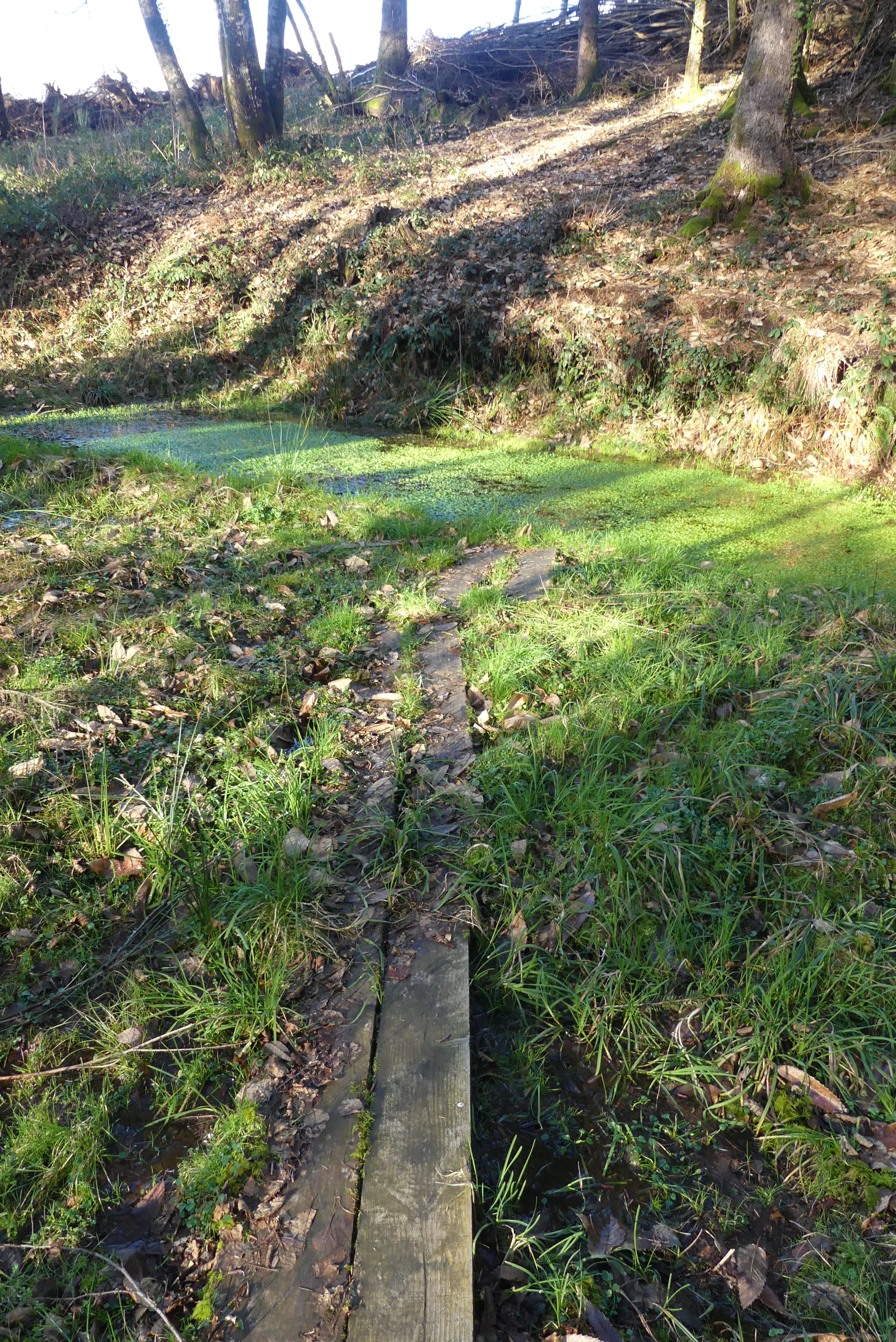
Fontaine « pour les dents ».

## Tourisme

### Aménagements

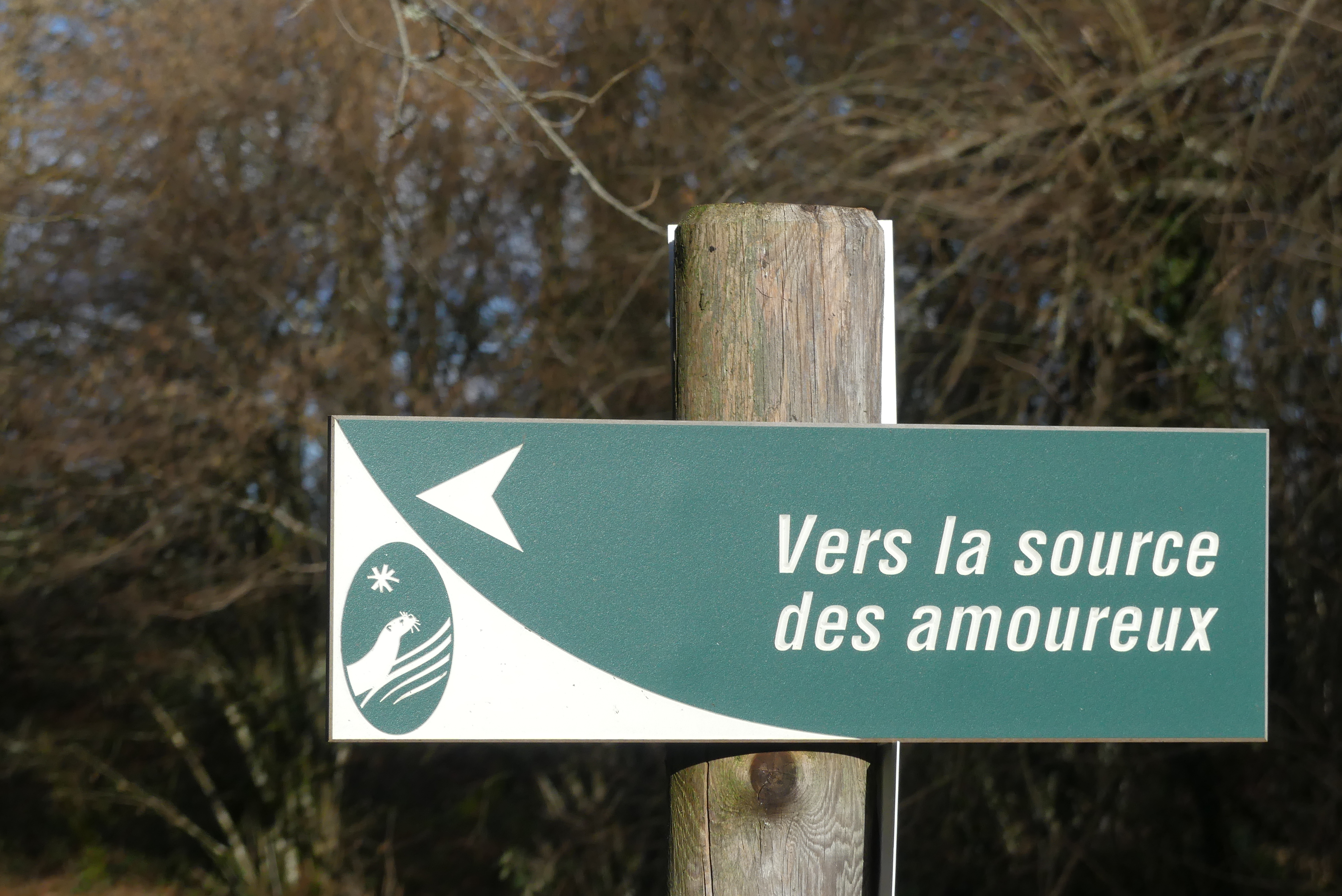
Panonceau indiquant l'une des fontaines à dévotion du mont Ceix.

Il existe un parcours d'interprétation thématique et balisé, « Sur les traces des bonnes fontaines du mont Ceix », créé par le parc naturel régional de Millevaches en Limousin.

### Accès
Le sommet du mont Ceix est accessible par une piste forestière dont les deux branches partent de la route départementale 132 (Chamberet-Lacelle) à l'est et de la route départementale 182 (Domps-Lacelle) au nord.

## Légendes
Conformément à l'étymologie populaire qui rapproche le nom du mont Gargan voisin de la figure mythique de Gargantua, une légende explique la réalité du mont Ceix comme provenant d'une motte de terre détachée de la chaussure du géant, tandis que la Combade et la Soudaine seraient les traces de sa miction.
Localement, des traditions orales relatent un affrontement de la guerre des Gaules ayant eu lieu au mont Ceix, et font état de réunions de saints à son sommet.
Plusieurs auteurs ont écrit sur le mont Ceix, comme Simon Louradour et Marcelle Delpastre.